# 3019 Kulin
3019 Kulin је астероид главног астероидног појаса чија средња удаљеност од Сунца износи 2,861 астрономских јединица (АЈ).
Апсолутна магнитуда астероида је 11,7.